# Crematogaster breviventris
Crematogaster breviventris är en myrart som beskrevs av Santschi 1920. Crematogaster breviventris ingår i släktet Crematogaster och familjen myror. Inga underarter finns listade i Catalogue of Life.